# Łycznik ochrowy

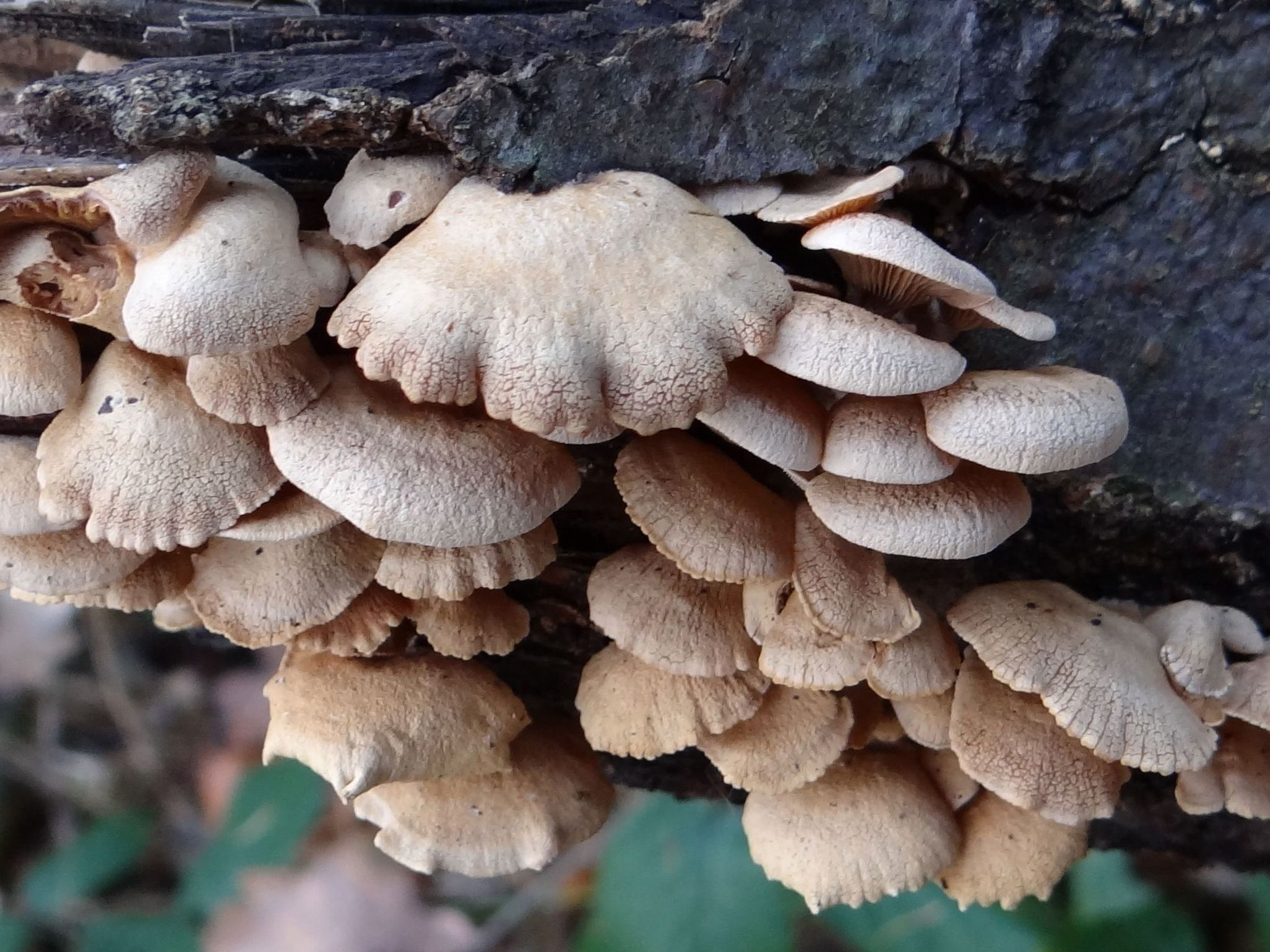
Występuje zwykle w kępach

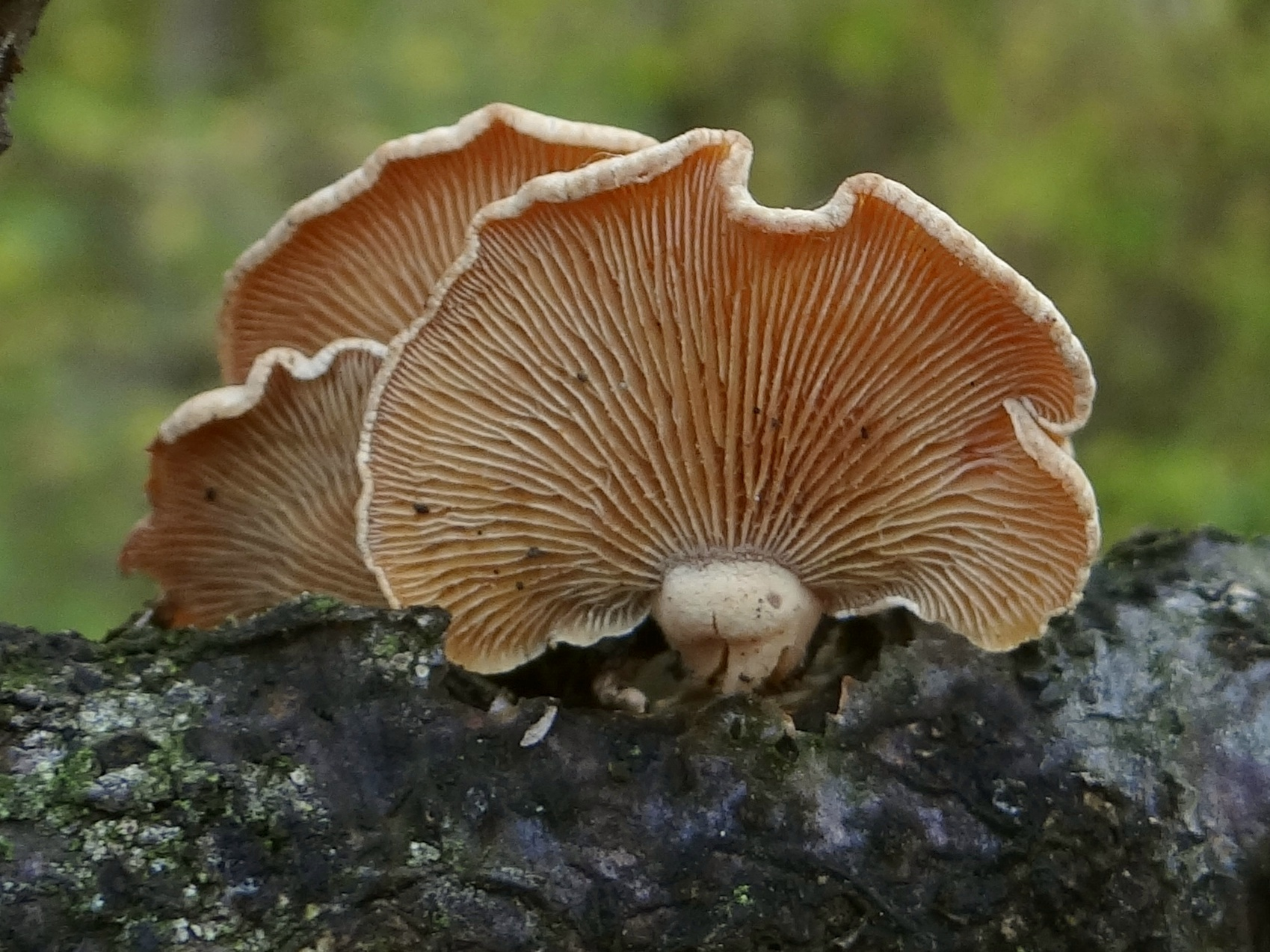
Blaszki i krótki, boczny trzon

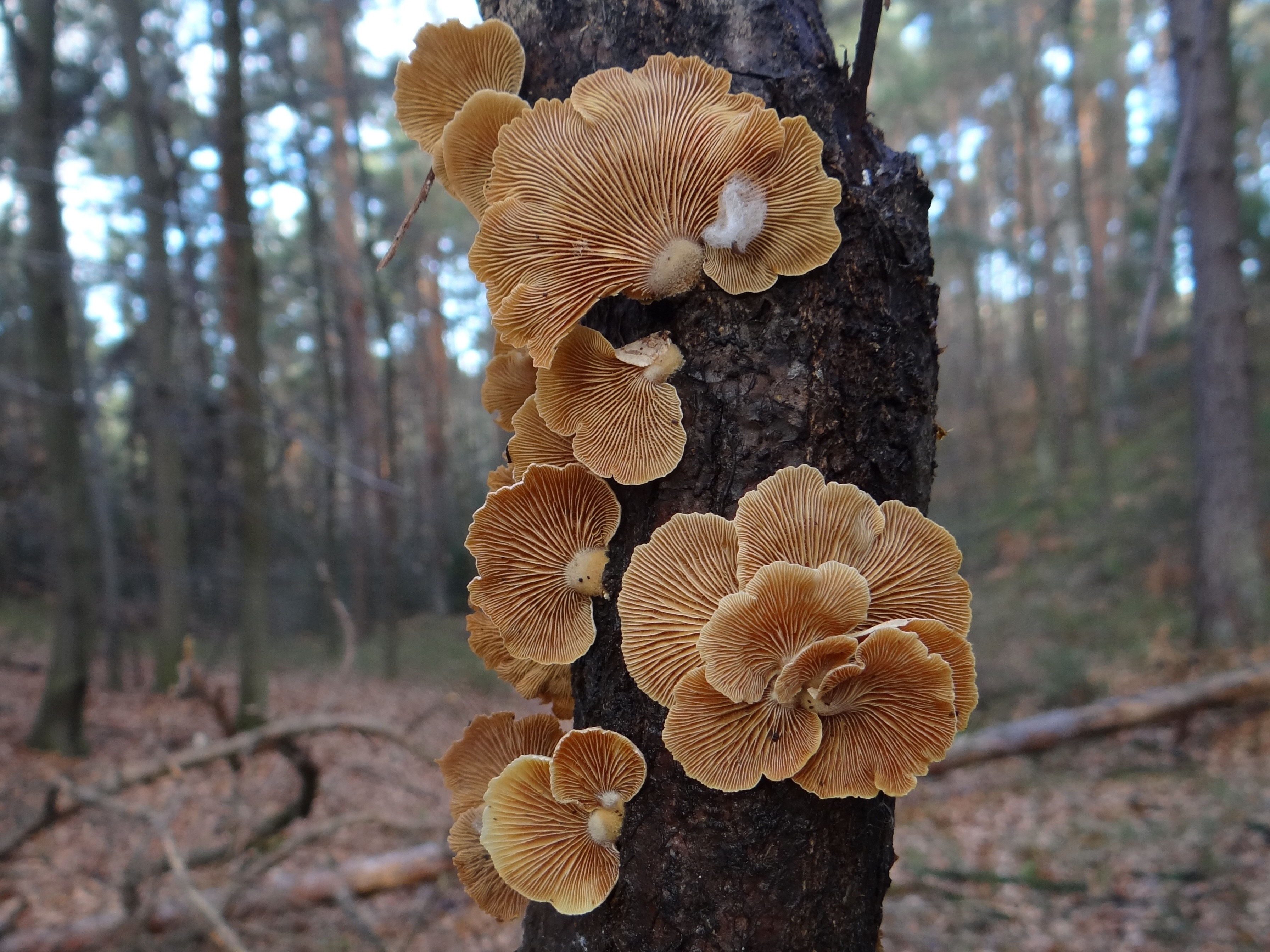

Łycznik ochrowy (Panellus stipticus (Bull.) P. Karst.) – gatunek grzybów należący do rodziny grzybówkowatych (Mycenaceae).

## Systematyka i nazewnictwo
Pozycja w klasyfikacji według Index Fungorum: Panellus, Mycenaceae, Agaricales, Agaricomycetidae, Agaricomycetes, Agaricomycotina, Basidiomycota, Fungi.
Po raz pierwszy takson ten zdiagnozował w 1783 r. Jean Baptiste François Pierre Bulliard nadając mu nazwę Agaricus stipticus. Obecną, uznaną przez Index Fungorum nazwę nadał mu w 1879 r. Petter Adolf Karsten, przenosząc go do rodzaju Panellus. Niektóre synonimy naukowe:

- Agaricus lateralis Schaeff. 1774
- Agaricus semipetiolatus Lightf. 1777
- Agaricus stipticus Bull. 1783
- Crepidopus stipticus (Bull.) Gray 1821
- Lentinus stipticus (Bull.) J. Schröt., in Cohn 1889
- Panellus farinaceus (Schumach.) P. Karst. 1879
- Panellus stipticus var. albidotomentosus (Rea) Z.S. Bi 1987
- Panellus stipticus var. occidentalis Lib.-Barnes 1981[2]

Nazwę polską zaproponował Władysław Wojewoda w 2003 r. W polskim piśmiennictwie mykologicznym gatunek ten opisywany był też jako bedłka ściągająca, bocznotrzoniec skupiony, łyczak ściągający, łycznik trzonkowy.

## Morfologia
Kapelusz
Średnica 1–4 cm, okrągły lub nerkowaty, o brzegu falistym i podwiniętym. Kolor ochrowy. Skórka kapelusza matowa, początkowo gładka, u starszych okazów łuskowata z mozaikowym wzorem.
Blaszki
Gęste i wyraźnie odgraniczone od trzonu. Kolor od bladobeżowego do ochrowobrązowego.
Trzon
Wysokość 1–2 cm, grubość 0,5 cm. Wyrasta bocznie, jest krótki i bardzo szeroki w miejscu połączenia z kapeluszem. Powierzchnia filcowata, kolor ochrowobrązowy.
Miąższ
Cienki, łykowaty, ochrowego koloru. Zapach słaby, smak gorzki, silnie ściągający.
Wysyp zarodników
Jasnoochrowy. Zarodniki gładkie, szerokoelipsoidalne, bardzo drobne, o rozmiarach 2–3 × 1–1,5 μm.

## Występowanie i siedlisko
Gatunek kosmopolityczny. Poza Antarktydą występuje na wszystkich kontynentach, a także na wielu wyspach. W Polsce jest bardzo pospolity.
Występuje na martwym i butwiejącym drewnie, głównie drzew liściastych, na drewnie drzew iglastych bardzo rzadko. Szczególnie często rośnie na dębach. Zazwyczaj występuje w kępach.

## Znaczenie
Saprotrof, grzyb niejadalny, w Hongkongu uważany za grzyb leczniczy.
Przeprowadzone badania naukowe wykazały, że gatunek ten ma pewne zdolności bioluminescencji (świecenia w nocy). Bioluminiscencję zaobserwowano na grzybni i tylko na grzybach uprawianych w laboratorium, w środowisku naturalnym dotychczas zjawiska tego nie zaobserwowano.